# Loïc Nestor
Loïc Nestor (Point-à-Pitre, Guadalupe, 20 de mayo de 1989) es un exfutbolista francés que jugaba de defensa.

## Selección nacional
Ha sido internacional con la selección de Guadalupe en 7 ocasiones anotando un gol. En categorías inferiores fue internacional con Francia disputando un total de 5 encuentros entre la sub-20 y sub-21.

## Clubes
| Club               | País    | Año       |
| ------------------ | ------- | --------- |
| Le Havre A. C.     | Francia | 2007-2012 |
| LB Châteauroux     | Francia | 2012-2015 |
| Valenciennes F. C. | Francia | 2015-2019 |
| Grenoble Foot 38   | Francia | 2019-2025 |